# Sopa de cenoura

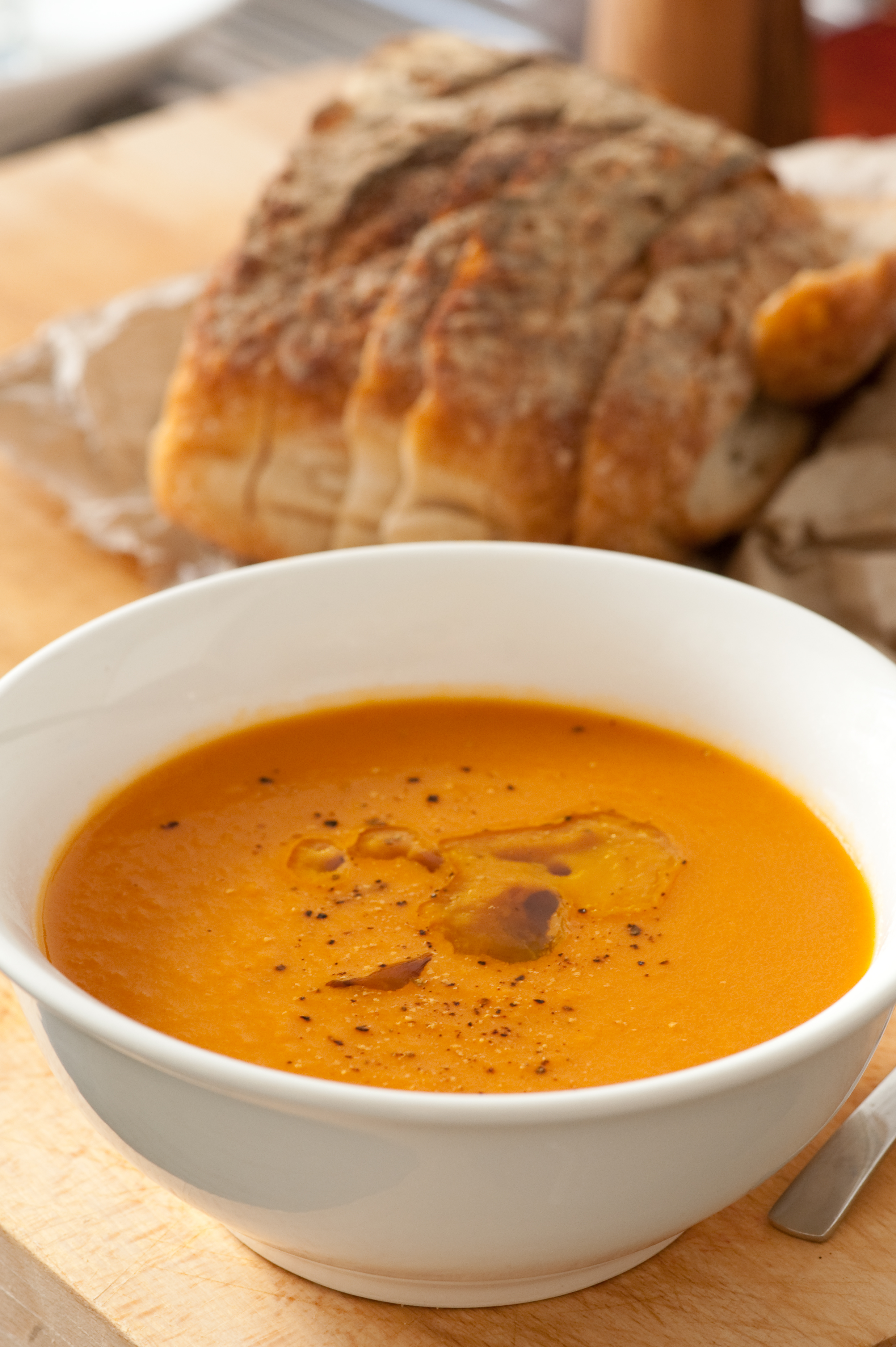
Sopa de creme de cenoura com pão de forma

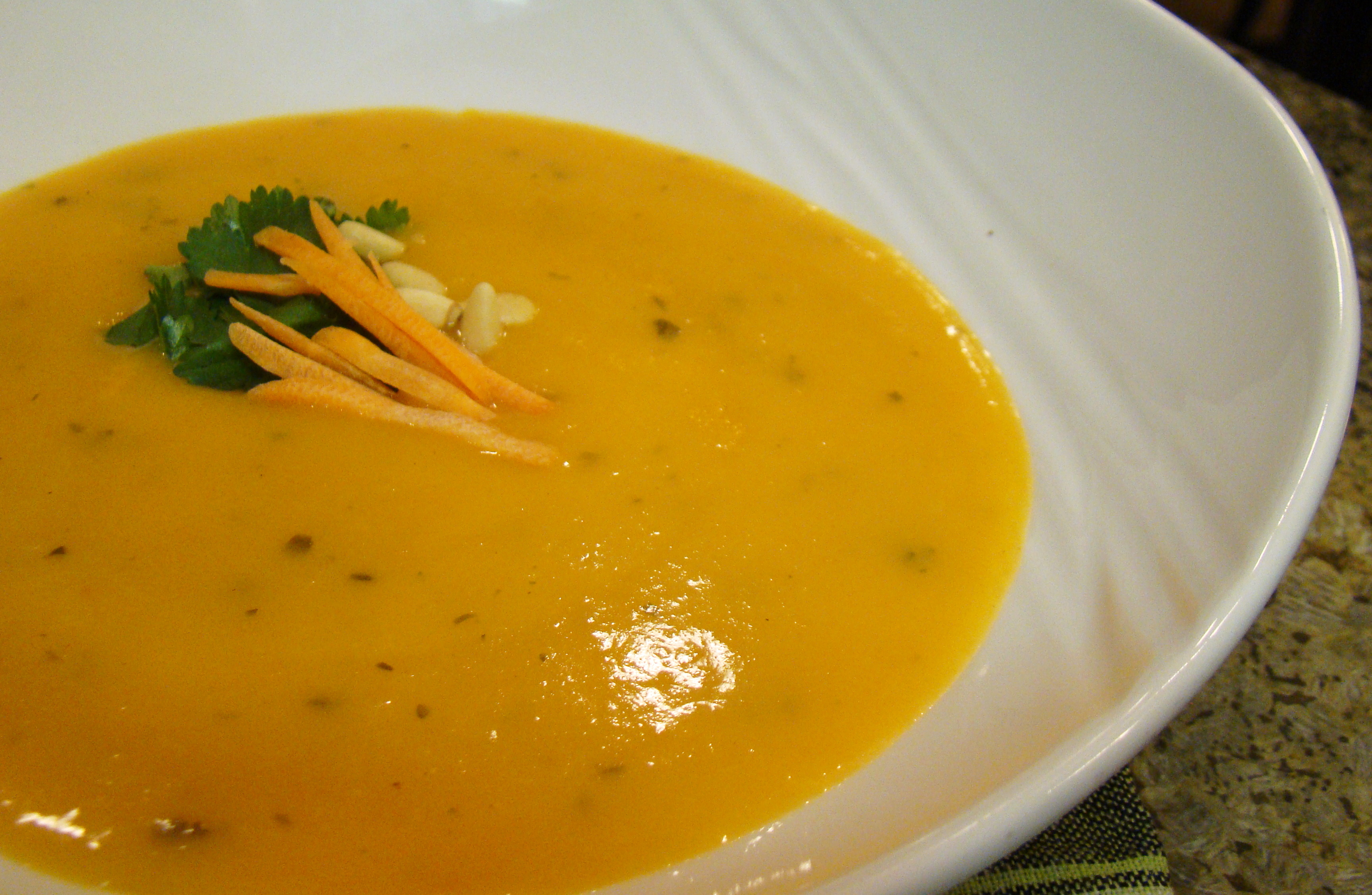
Uma sopa de creme de cenoura

A sopa de cenoura (conhecida em francês como potage de Crécy, potage Crécy, potage à la Crécy, purée à la Crécy e crème à la Crécy) é uma sopa preparada com cenoura como ingrediente principal. Ela pode ser preparada como uma sopa cremosa ou em caldo. Outros legumes, raízes e vários outros ingredientes podem ser usados em sua preparação. Ela pode ser servida quente ou fria, e existem várias receitas.
A sopa de cenoura é considerada um prato “clássico” da culinária francesa.

## Visão geral
A sopa de cenoura pode ser preparada como uma sopa cremosa e como uma sopa em caldo. O caldo de legumes ou o caldo de galinha podem ser usados como ingredientes em ambos os estilos de sopa. Outros legumes podem ser usados no prato, inclusive raízes, que podem incluir alho, cebola, chalota, batata, nabo e outros. Suco de cenoura [en] e suco de laranja podem ser usados na preparação, e algumas versões são preparadas com purê de cenoura. Após o cozimento, o prato pode ser passado por uma peneira e ser coado. As cenouras usadas podem ser descascadas ou não, e o uso de cenouras descascadas pode aumentar a suavidade das versões em purê do prato. As preparadas com purê de cenoura podem ter uma consistência espessa e, ao mesmo tempo, uma textura suave. A cor da sopa pode variar conforme a coloração das cenouras usadas. As cenouras jovens tendem a tornar a sopa mais doce e a imbuí-la com uma coloração laranja brilhante, enquanto as cenouras mais velhas e maiores proporcionam menos doçura e podem imbuir uma coloração amarela. O uso de cenouras velhas e rachadas que têm uma textura amadeirada em seu interior pode produzir uma sopa de qualidade inferior.
Existem diversas variações de ingredientes nas preparações de sopa de cenoura. Algumas sopas de cenoura são preparadas com leite de coco, água de coco, creme de coco, manteiga de coco ou pedaços de coco. Algumas versões incluem gengibre como ingrediente, e algumas incluem curry. Folhas verdes de cenoura da parte superior das cenouras podem ser usadas como ingrediente no prato. Folhas de hortelã picadas são usadas em algumas versões. Pode ser servido quente ou frio. Sal e pimenta podem ser usados para temperar o prato, e a noz-moscada às vezes é usada como tempero. Às vezes é coberto com iogurte, molho de iogurte, crème fraîche, creme azedo, e outros ingredientes.
No Reino Unido, uma variedade distinta de sopa muito mais popular do que a sopa de cenoura simples é a sopa de cenoura e coentro, feita com cenoura picada grosseiramente ou ralada, alho e sementes de coentro.
Raspas de laranja podem ser usadas como guarnição, como ingrediente no próprio prato e de ambas as formas. Guarnições adicionais podem incluir endro, folhas de cenoura, cenoura ralada, picada ou em cubos, cebolinha, outras ervas frescas picadas, croutons e torradas, entre outros. A sopa de cenoura pode ser preparada como um alimento vegano e também pode ser preparada como um bisque.
A sopa pode conter uma quantidade significativa de nitrito.

Sopas de cenoura
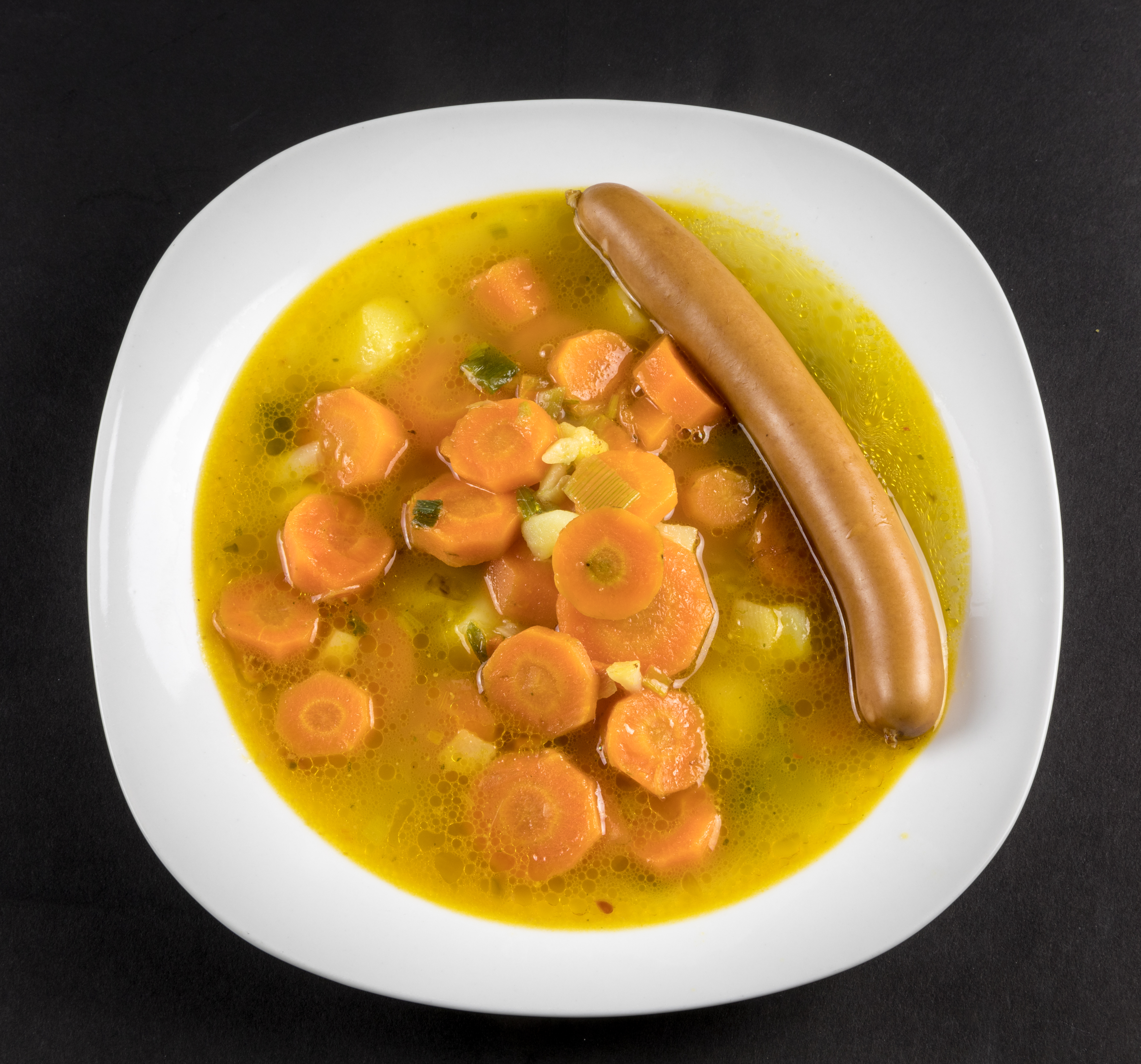
Sopa de cenoura e batata com linguiça alemã
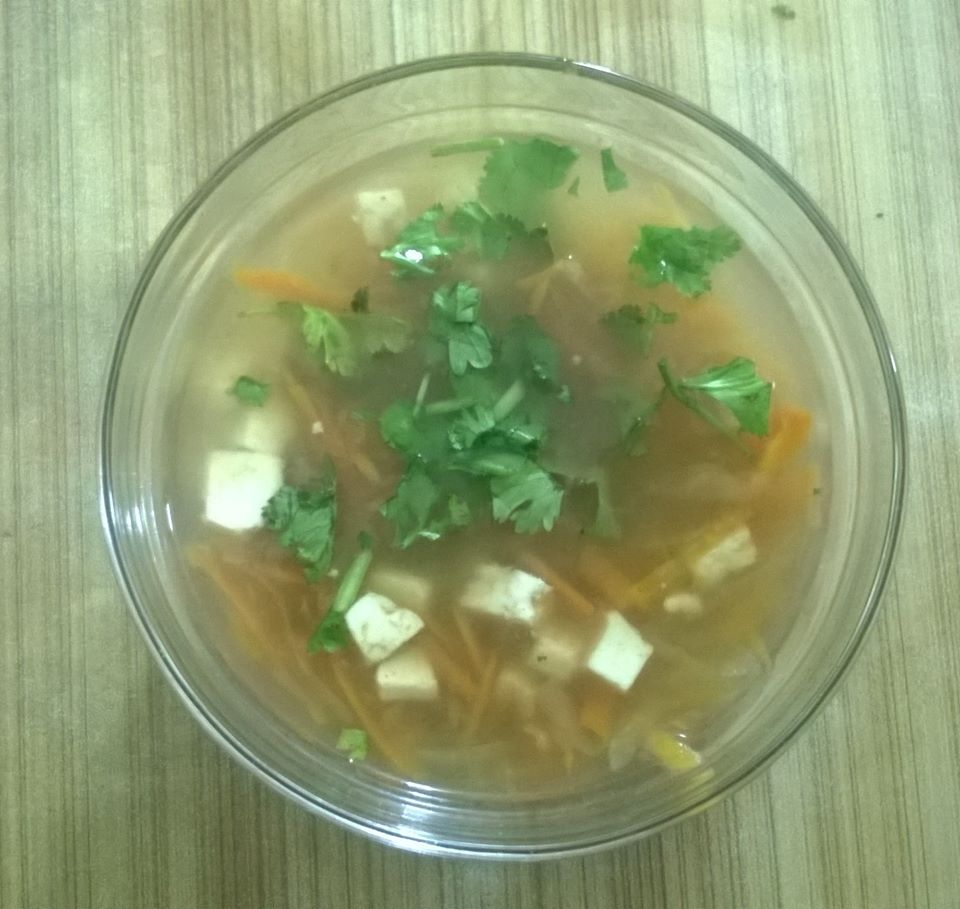
Uma sopa de cenoura e mamão preparada como caldo, com cenouras cortadas em julienne
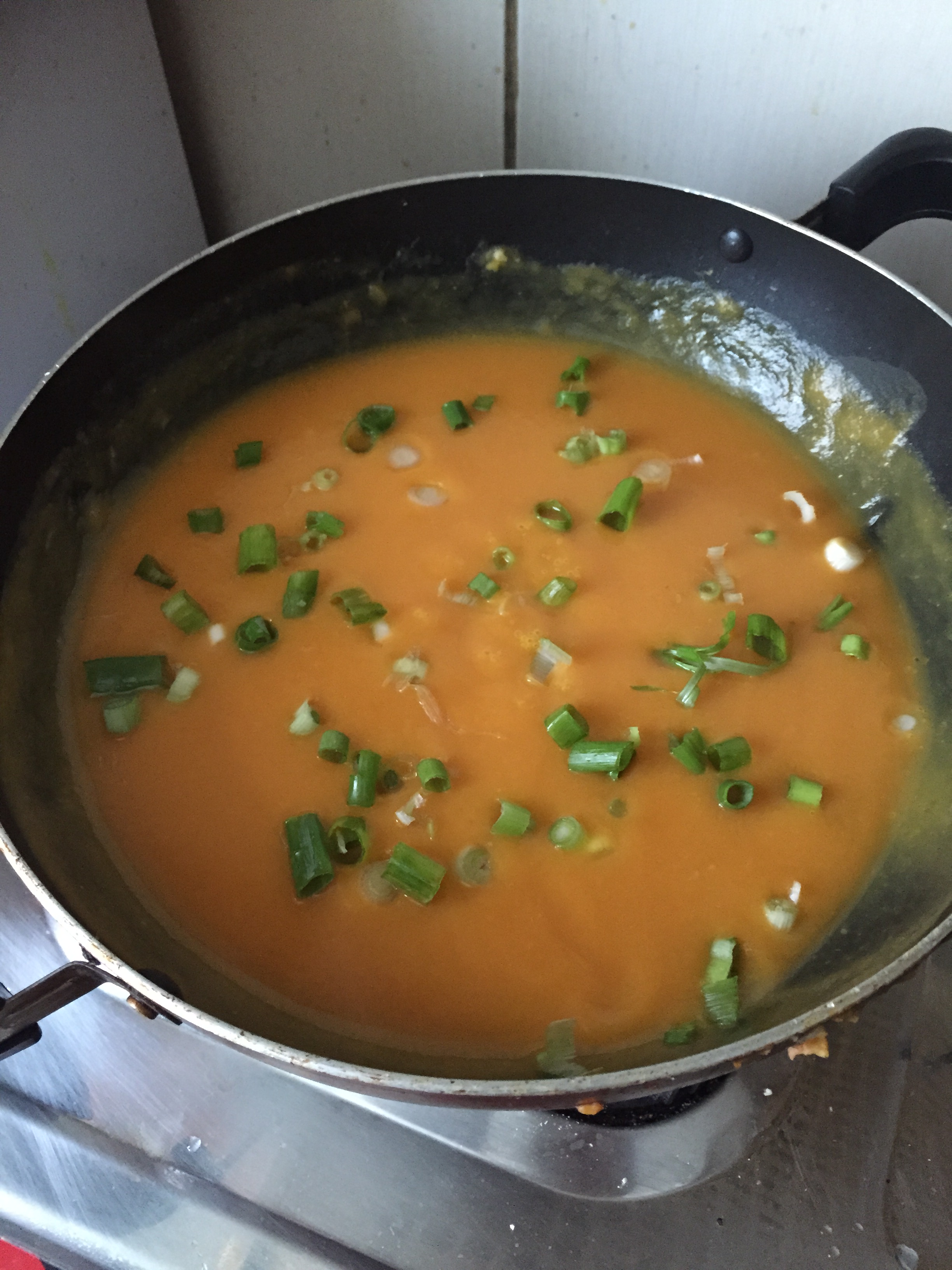
Sopa de cenoura e gengibre
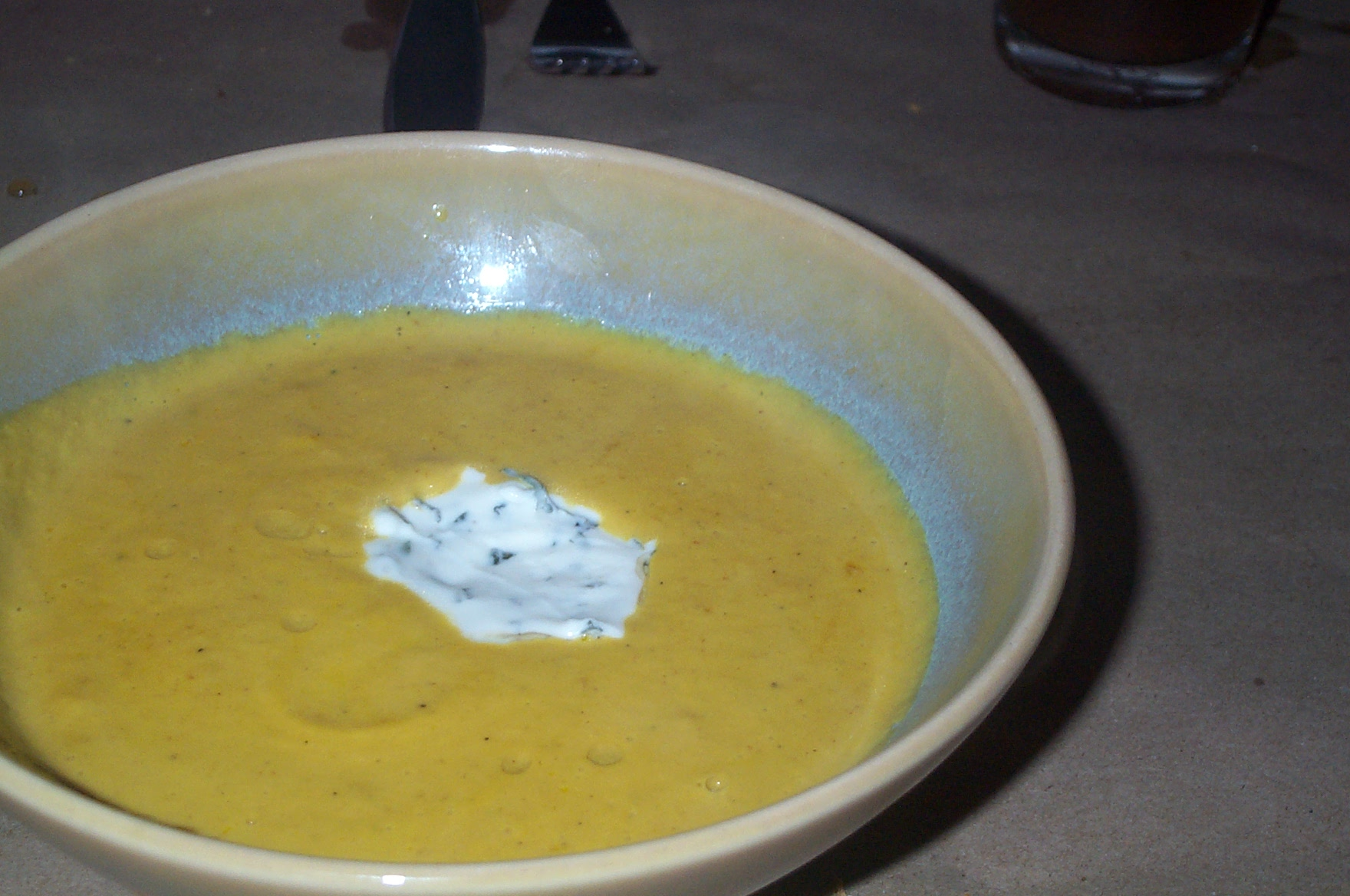
Sopa de cenoura com iogurte grego
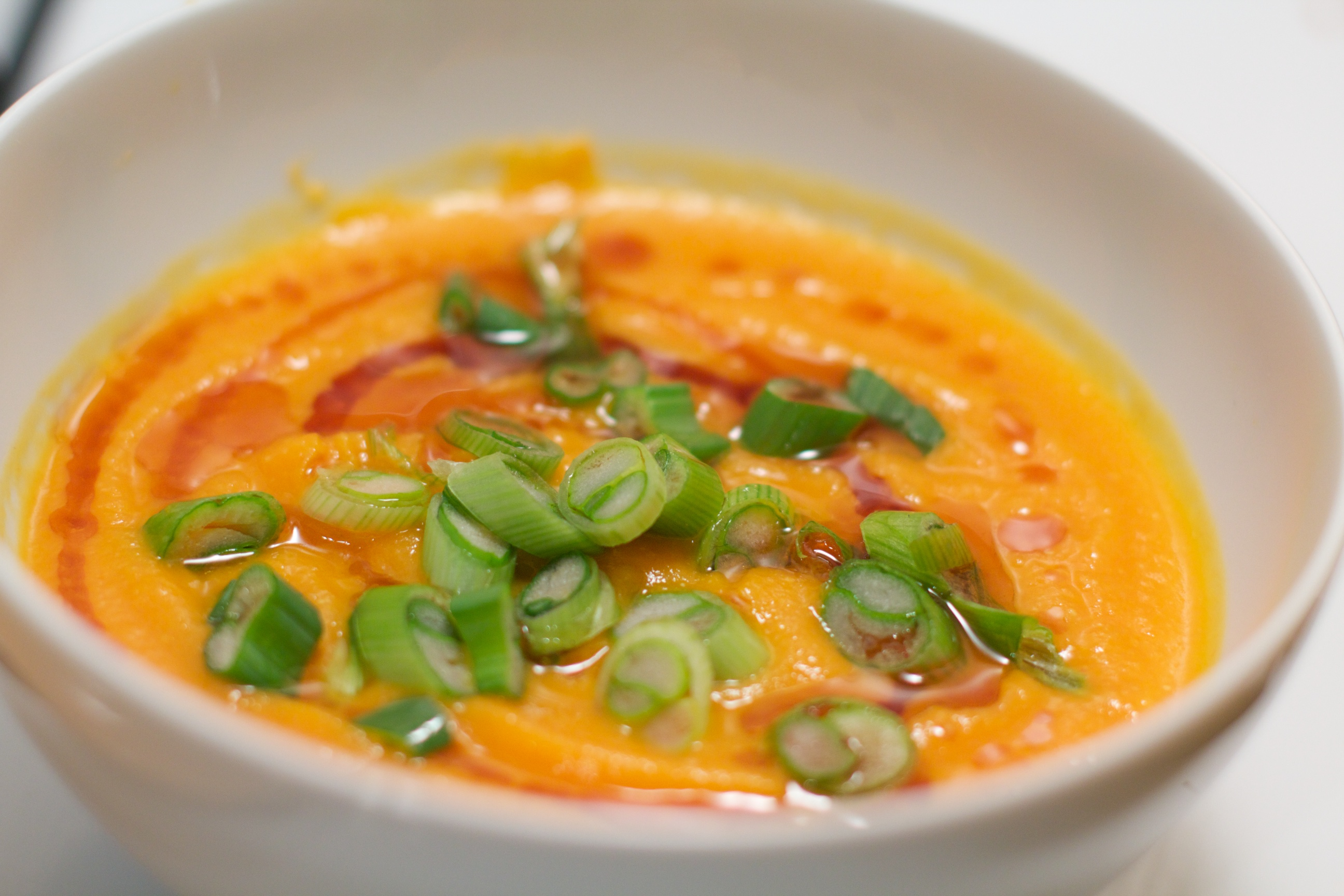
Uma sopa de cenoura e gengibre decorada com cebolinha e óleo de gergelim
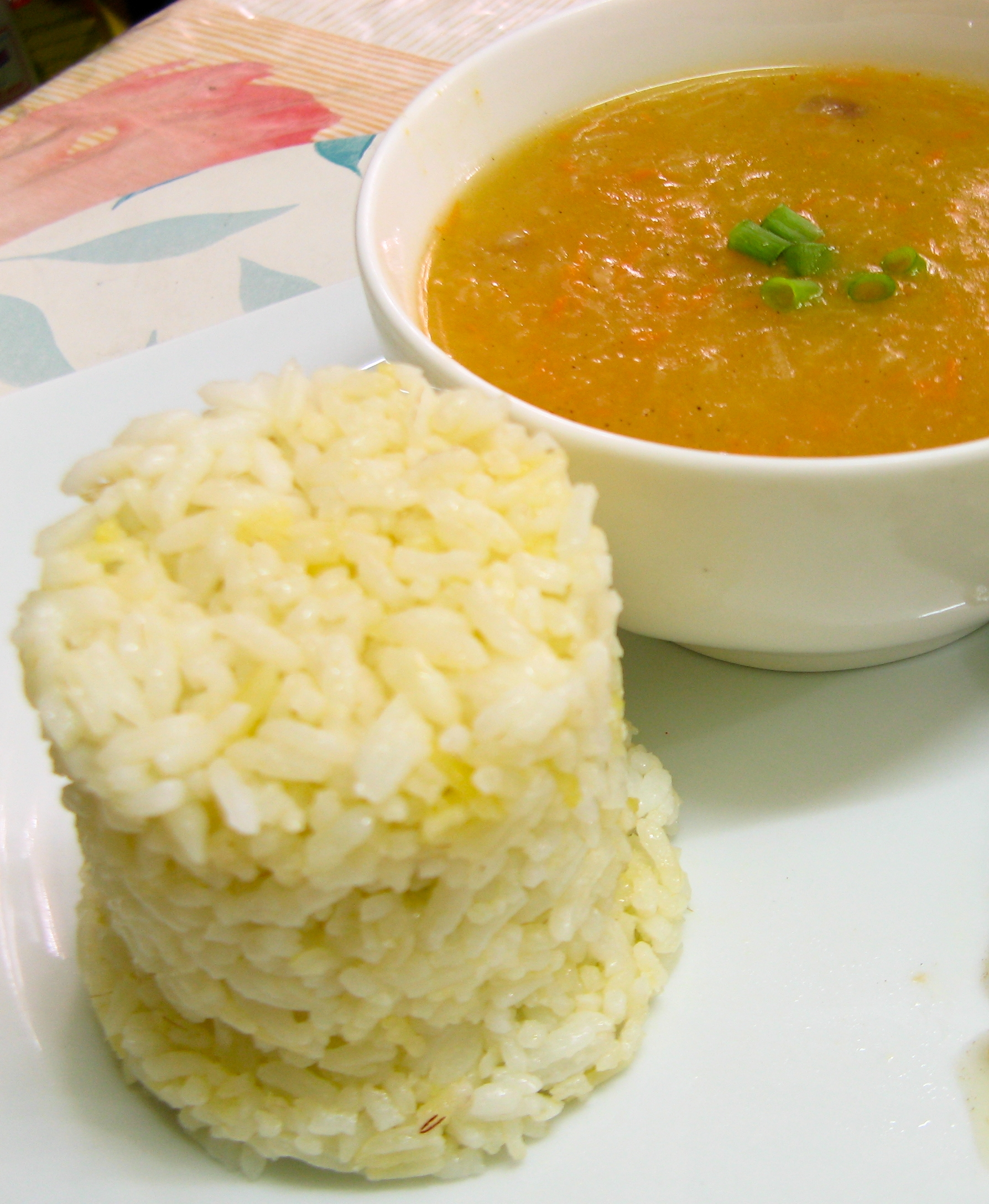
Sopa de cenoura e batata servida com arroz

## Na culinária francesa

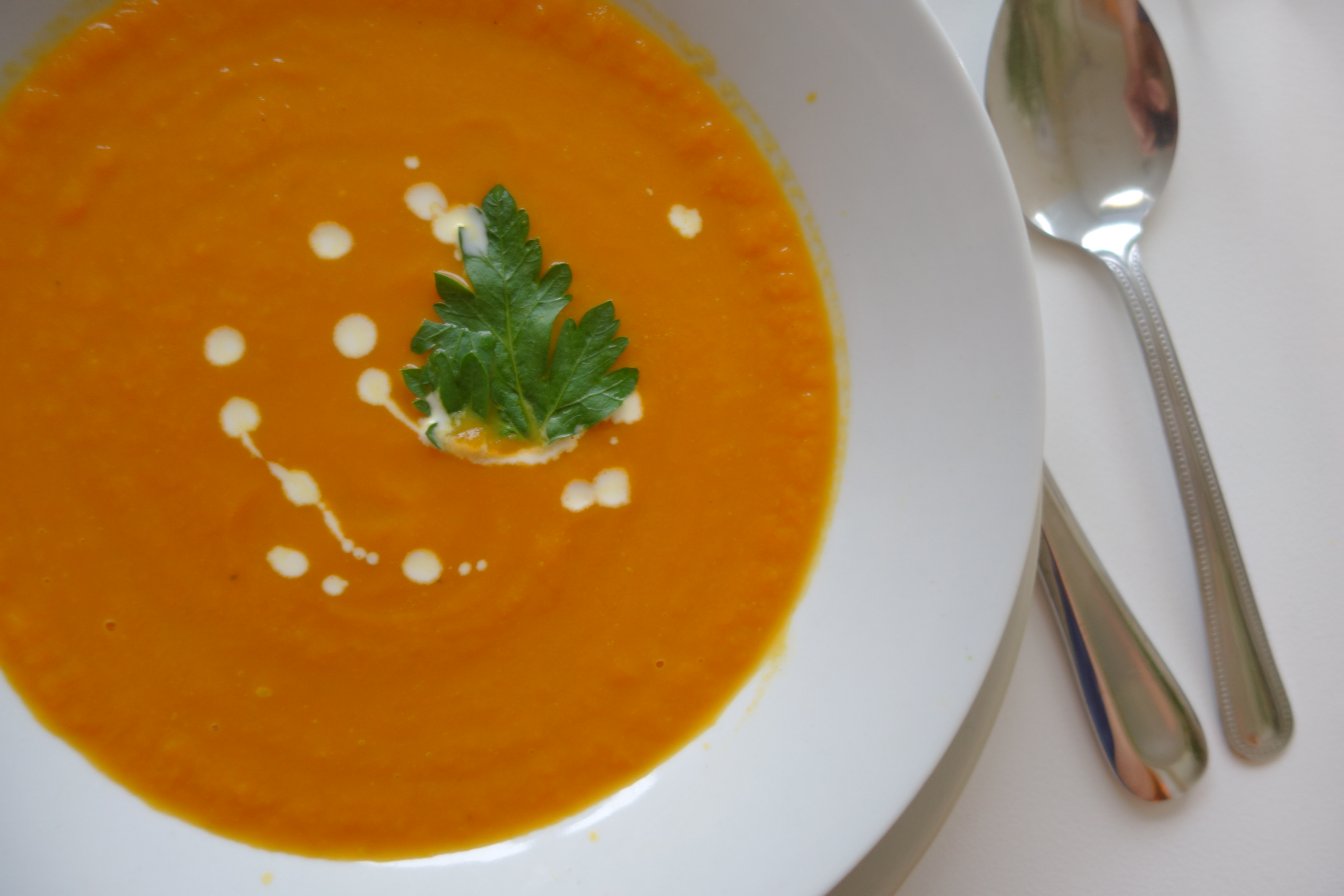
Potage Crécy

A sopa de cenoura (potage de Crécy, potage Crécy, etc.) foi descrita como um prato “clássico” e “famoso” na culinária francesa. Pottage é uma variedade de sopas com consistência espessa. O nome Potage Crécy vem de Crécy-en-Ponthieu, uma comuna no norte da França que supostamente produz cenouras com o melhor sabor do país.
Na culinária francesa, a sopa Crécy é normalmente preparada com arroz, que também pode ser servido como acompanhamento. O arroz pode ser usado como ingrediente para engrossar o prato, e a cevada também tem sido usada.

## Histórico
Embora a moderna cenoura laranja doce não tenha sido desenvolvida até o século XVI, nos Países Baixos, ela tem sido representada como uma tradição, e já foi costume dos ingleses comerem a sopa Crécy anualmente em 26 de agosto em comemoração ao aniversário da Batalha de Crécy, que ocorreu em Crécy, na França, nessa data em 1346.
A sopa Crécy era consumida anualmente pelo Rei Eduardo VII, Rei do Reino Unido entre 1901 e 1910, no dia do aniversário da batalha, em homenagem a seu antepassado, Eduardo, o Príncipe Negro, que liderou a batalha. Também foi sugerido que a sopa foi servida aos soldados ingleses triunfantes após a conclusão da batalha, usando cenouras de Crécy. Ernst Moro, um médico e pediatra austríaco, inventou a Sopa de Cenoura do Professor Moro, que se mostrou eficaz contra a diarreia causada por bactérias resistentes a antibióticos.